# Onthophagus johkii
Onthophagus johkii är en skalbaggsart som beskrevs av Teruo Ochi och Masahiro Kon 1994. Onthophagus johkii ingår i släktet Onthophagus och familjen bladhorningar. Inga underarter finns listade i Catalogue of Life.